# Distretto di Huamalí
Il distretto di Huamalí  è uno dei trentaquattro distretti della provincia di Jauja, in Perù. Si trova nella regione di Junín e si estende su una superficie di  20,19 chilometri quadrati.